# Boiga

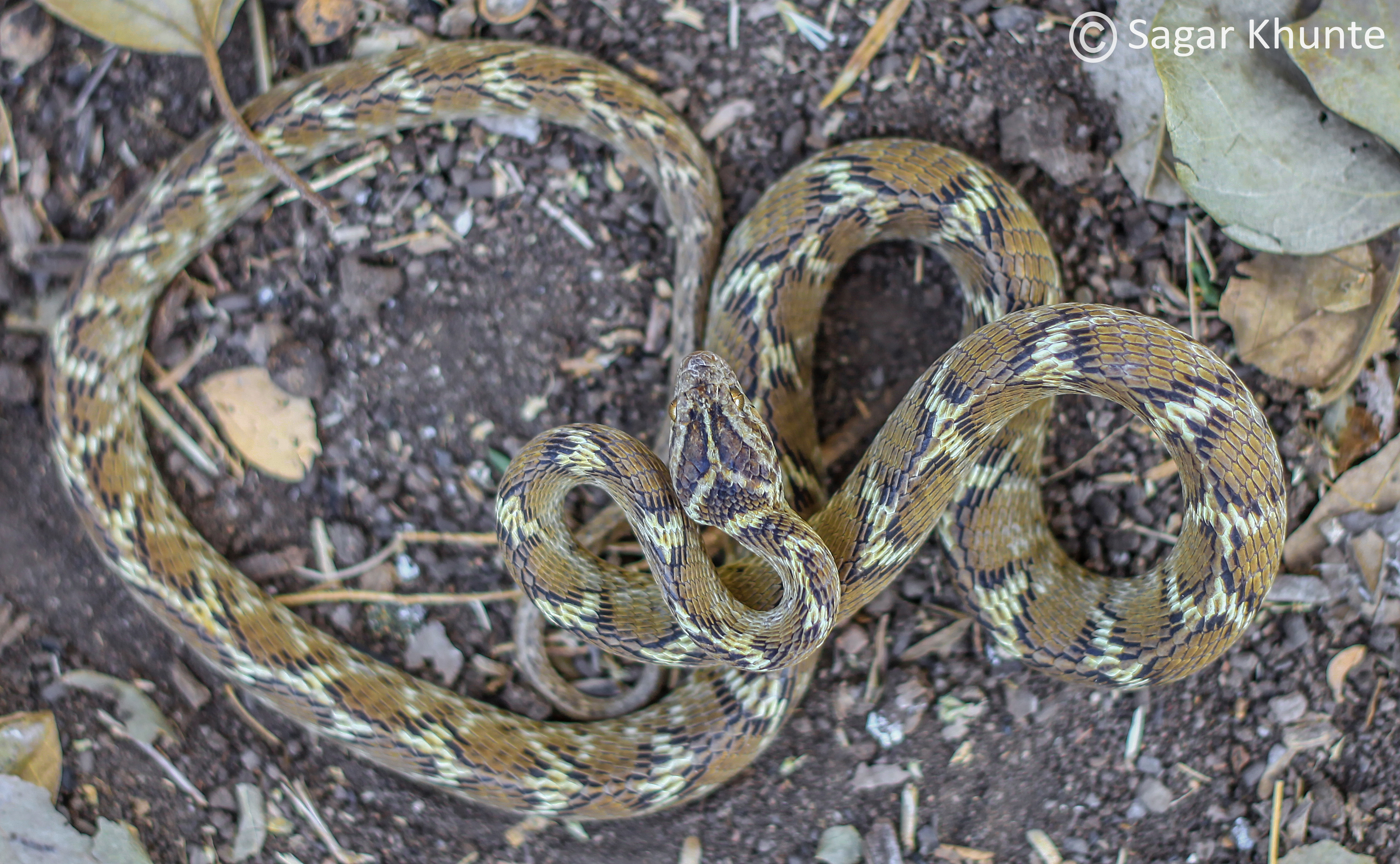
B. trigonata

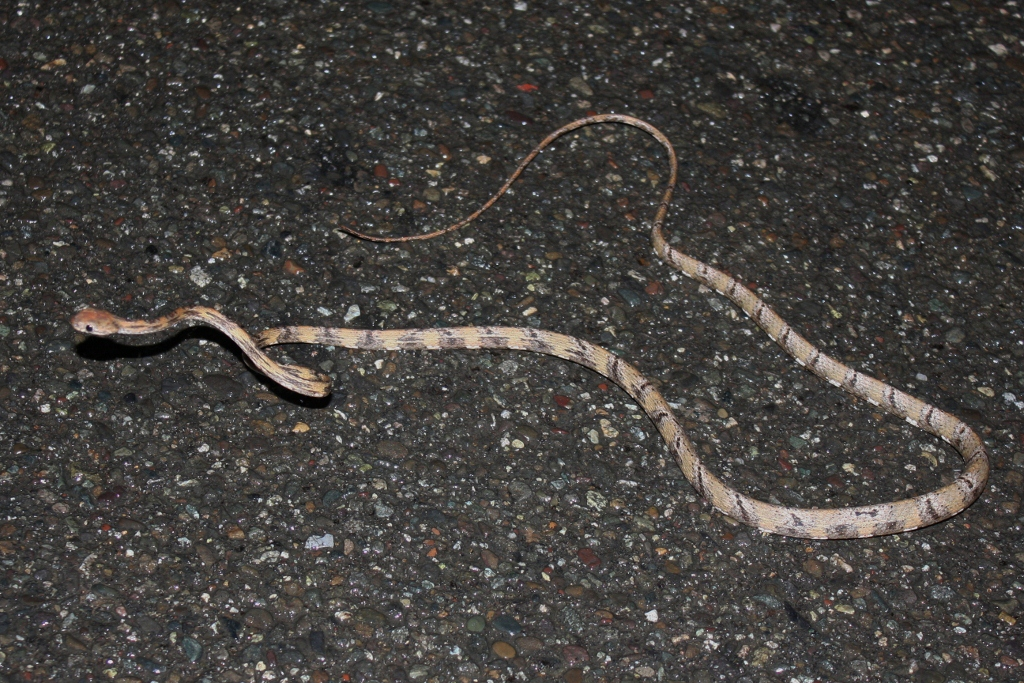
B. schultzei

Boiga – rodzaj węży z podrodziny Colubrinae w rodzinie połozowatych (Colubridae).

## Zasięg występowania
Rodzaj obejmuje gatunki występujące w Iranie, Uzbekistanie, Tadżykistanie, Turkmenistanie, Afganistanie, Pakistanie, Indiach, Bangladeszu, Nepalu, Bhutanie, na Sri Lance, w Mjanmie, Chinach, na Tajwanie, Laosie, Tajlandii, Kambodży, Wietnamie, na Filipinach, w Malezji, Singapurze, Brunei, Indonezji, Australii, Papui-Nowej Gwinei i Wyspach Salomona.

## Systematyka

### Etymologia
- Boiga: Fitzinger nie wyjaśnił etymologii nazwy rodzajowej[2]. Pochodzenie od nazwy rodzajowej Boa jest niewiarygodne, zarówno dlatego, że wąż ten nie jest ściśle związany z Boidae oraz także że -iga nie jest rozpoznawalnym, łacińskim przyrostkiem[12].
- Hurria: etymologia nieznana, Daudin nie wyjaśnił pochodzenia nazwy rodzajowej[3][13]. Gatunek typowy: Hurria pseudoboiga Daudin, 1803 (= Coluber irregularis Bechstein, 1802).
- Dipsadomorphus: gr. διψας dipsas, διψαδος dipsados „jadowity wąż, którego ukąszenie wywołuje silne pragnienie”[14]; μορφη morphē „forma, wygląd”[15]. Gatunek typowy: Coluber trigonatus Schneider, 1802.
- Eudipsas: gr. ευ eu „dobry, typowy”[16] ; rodzaj Dipsas Laurenti, 1768. Gatunek typowy: Dipsas cynodon Boie, 1827.
- Triglyphodon: gr. τριγλυφος trigluphos „o trzech ostrzach”[17]; οδους odous, οδοντος odontos „ząb”[18]. Gatunek typowy: Coluber irregularis Bechstein, 1802.
- Opetiodon: gr. οπητιον opētion „szydełko”, zdrobnienie od οπεας opeas, οπεατος opeatos „szydło”[19]; οδους odous, οδοντος odontos „ząb”[18]. Gatunek typowy: Dipsas cynodon Boie, 1827.
- Elachistodon: gr. ελαχιστος elakhistos „najmniejszy”; οδους odous, οδοντος odontos „ząb”[7]. Gatunek typowy: Elachistodon westermanni Reinhardt, 1863.
- Pappophis: gr. παππος pappos „dziadek”[20]; οφις ophis, οφεως opheōs „wąż”[19]. Gatunek typowy: Pappophis laticeps Macleay, 1877 (= Coluber irregularis Bechstein, 1802).
- Dipsadoides: gr. διψας dipsas, διψαδος dipsados „jadowity wąż, którego ukąszenie wywołuje silne pragnienie”[14]; -οιδης -oidēs „przypominający”[21].

### Podział systematyczny
Do rodzaju należą następujące gatunki: 

- Boiga andamanensis (Wall, 1909)
- Boiga angulata (Peters, 1861)
- Boiga barnesii (Günther, 1869)
- Boiga beddomei (Wall, 1909)
- Boiga bengkuluensis Orlov, Kudryavtzev, Ryabov & Shumakov, 2003
- Boiga bourreti Tillack, Ziegler & Khac Quyet, 2004
- Boiga ceylonensis (Günther, 1858)
- Boiga cyanea (Duméril, Bibron & Duméril, 1854)
- Boiga cynodon (Boie, 1827)
- Boiga dendrophila (Boie, 1827) – mangrowiec[22]
- Boiga dightoni (Boulenger, 1894)
- Boiga drapiezii (Boie, 1827)
- Boiga flaviviridis Vogel & Ganesh, 2013
- Boiga forsteni (Duméril, Bibron & Duméril, 1854)
- Boiga gocool (Gray, 1834)
- Boiga guangxiensis Wen, 1998
- Boiga hoeseli Ramadhan, Iskandar & Subasri, 2010
- Boiga irregularis (Bechstein, 1802) – mangrowiec brunatny[23]
- Boiga jaspidea (Duméril, Bibron & Duméril, 1854)
- Boiga kraepelini Stejneger, 1902
- Boiga melanota (Boulenger, 1896)
- Boiga multifasciata (Blyth, 1861)
- Boiga multomaculata (Boie, 1827)
- Boiga nigriceps (Günther, 1863)
- Boiga nuchalis (Günther, 1875)
- Boiga philippina (Peters, 1867)
- Boiga quincunciata (Wall, 1908)
- Boiga ranawanei Samarawickrama, Samarawickrama, Wijesena & Orlov, 2005
- Boiga saengsomi Nutaphand, 1985
- Boiga schultzei Taylor, 1923
- Boiga siamensis Nutaphand, 1971
- Boiga stoliczkae (Wall, 1909)
- Boiga tanahjampeana Orlov & Ryabov, 2002
- Boiga thackerayi Giri, Deepak, Captain, Pawar & Tillack, 2019
- Boiga trigonata (Schneider, 1802)
- Boiga wallachi Das, 1998
- Boiga westermanni (Reinhardt, 1863)